# Христо Ботев (БНР програма)
Програма „Христо Ботев“ е национална радиопрограма на Българското национално радио. Предава се денонощно и е предназначена за култура и образование.
Тя е единствената българска радиопрограма, в която има радиотеатър, курсове за изучаване на различни езици, образователни предавания и такива за актуални проблеми на съвременния свят.
Излъчва често опери, арии или класически концерти с перфектно качество на звука, а нерядко ги излъчва и директно, по време на тяхното изпълнение пред публика. Публицистиката е разположена на много места в програмата. Преди обед в дните от понеделник до петък е предаването „Нашият ден“, чието съдържание е специализирано в различните дни (икономика, право, социална политика, вътрешна политика, международна политика).
Различни нюанси придават: среднощното предаване, което обединява шест от осемте регионални радиостанции на БНР от 00:15 до 3:00 ч. „Заедно след полунощ“, от 3:00 до 5:00 ч. предаването с класическа музика „Еврокласик ноктюрно“ (Euroclassic Notturno), съботното „Семейно радио“ (развлекателно предаване за подчертана връзка с аудиторията), изпълнените с хумор „Академия комика“, „Кабаре“, предаването за култура „Арт ефир“, предаването „Избрано от Златния фонд“, научнопопулярни предавания; предавания, посветени на ловците, журналистите, туристическите забележителности на страната, поп музиката, народната музика, класиката, джаза, народопсихологията и религиозното чувство, заложено у хората, за етносите, населяващи страната (това предаване е единствено сред българските радиопрограми), както и за евроинтеграция.